# Callitrichia crinigera
Callitrichia crinigera là một loài nhện trong họ Linyphiidae.
Loài này thuộc chi Callitrichia. Callitrichia crinigera được Scharff miêu tả năm 1990.